# محمد جمال
جمال الدين محمد تفاحة (1934 - 2023) هو مغني لُبناني، ولد في مدينة طرابلس وعاش فيها ثم في بيروت. بدأت مواهبه الغنائية مبكراً حيث كان يغني في حفلات مدرسته الأناشيد الوطنية وأغاني كبار المطربين آنذاك كما تعلم عزف العود على يدي والده. بدأ نشاطه الفني في الإذاعة اللبنانية عام 1954 ثم سافر إلى القاهرة عام 1956 وشارك في فيلم الأرملة الطروب وفيلم هاء 3 عام 1961 إلى جانب رشدي أباظة وتوفيق الدقن وماهر العطار.
تعرف على الفنانة طروب عام 1957 أثناء حفلة للمطرب وديع الصافي في بيروت، فتزوّجا وكوّنا ثنائياً فنياً دام حتى عام 1964، ومن أشهر أغاني هذا الثنائي: «من فضلك يا ست البيت»، «قول كمان»، «يا ختي عليها»، وغنيا باللهجتين المصرية ثم اللبنانية، وكان حضور هذا الثنائي دائماً في حفلات أضواء المدينة التي كانت تجري في مصر حيث قدما العديد من الأغاني الوطنية في فترة الوحدة بين سورية ومصر. وكان محمد جمال وطروب قد أقاما في مصر بين عامي 1959 و 1964، وبعد انفصالها شقَّ طريقه الفني وحده وقدم العديد من الأغاني والقصائد المغناة والموشحات مثل: «علالي وقصور عمر»، و«بدي حبيبة»، و«يا دهر يا ماشي عاكيف بليس»، و«وين هي يلي بحبا». وكان أبرز مؤلفي أغانيه الشاعر ميشال طعمة ثم شفيق المغربي وعبد الجليل وهبة ونزار الحر كما لحّن للعديد من المطربين مثل صباح ونجاح سلام ومروان حسام الدين. اشتهرت أغنيته «آه يا أم حمادة» في سبعينيات القرن العشرين لتصبح أشهر أغانيه.
افتتح عام 1986 مطعماً جديداً أسماه «بردى» واستمر بتقديم فنه للجالية العربية في الولايات المتحدة وكندا عبر جولات فنية في الدولتين، وزار لبنان وأقام فيه ما بين أواخر سنة 1993 وخريف عام 1994، وقدم عدة حفلات. هاجر وأقام في مدينة لوس أنجلوس في ولاية كاليفورنيا الأمريكية بعد أن باع مطعمه واعتزل الغناء في الحفلات واقتصر غناؤه على المناسبات.

## وفاته
توفي محمد جمال في يوم الجمعة الموافق 26 مايو 2023 عن عمر ناهز التاسعة والثمانين في إحدى مستشفيات لوس أنجلوس بعد أزمة صحية ألمَّت به خلال الفترة الأخيرة من حياته.

## وصلات خارجية
- محمد جمال على موقع ميوزك برينز (الإنجليزية)
- محمد جمال على موقع ديسكوغز (الإنجليزية)